# ホイト-スカーマーホーン・ストリーツ駅
ホイト-スカーマーホーン・ストリーツ駅（英語: Hoyt–Schermerhorn Streets）はニューヨーク市地下鉄の駅で、INDクロスタウン線とINDフルトン・ストリート線が接続している。ダウンタウン・ブルックリンのホイト・ストリート - スカーマーホーン・ストリート交差点にあり、以下の運行系統が停車する。
- A系統、G系統：終日
- C系統：深夜帯以外

## 歴史

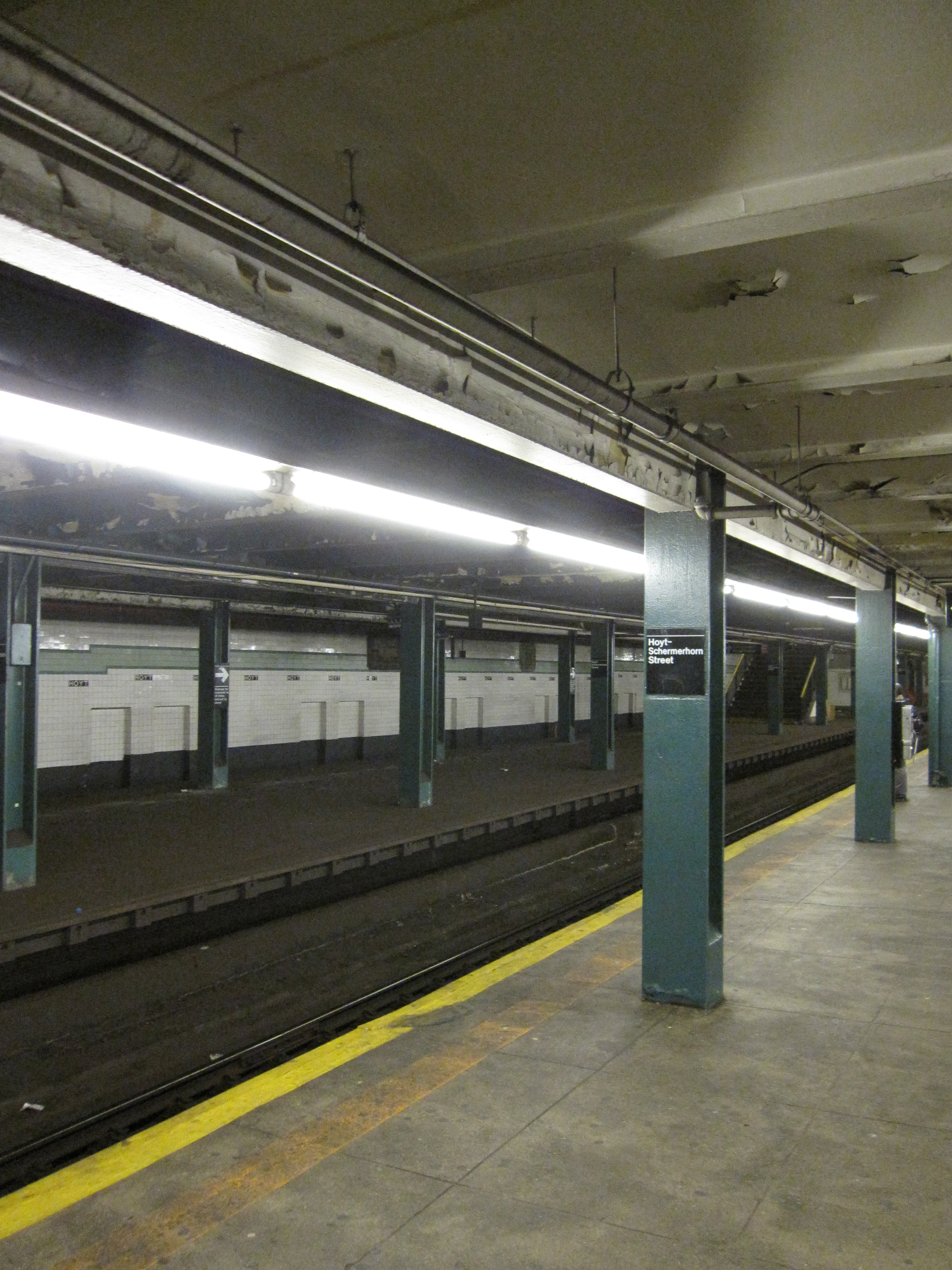
廃止された2本のホームは営業中のホームのすぐそばにある。

ホイト-スカーマーホーン・ストリーツ駅は1936年4月9日のフルトン・ストリート線開業に合わせて設置された駅で、フルトン・ストリート線の各駅停車および急行が停車する。1937年7月1日からはクロスタウン線がナッソー・アベニュー駅から延伸されたのに合わせてクロスタウン線の列車も停車するようになった。当駅からはコート・ストリート駅行きの北行各駅停車が運転されていた。また、急行は当駅から北に曲がってジェイ・ストリートの下を通り、クランベリー・ストリート・トンネル経由でマンハッタンに乗り入れる予定であった。しかし、開業当時には全列車が各駅停車で、路線自体もロッカウェイ・アベニュー駅止めだった。急行が運転されなかったため、マンハッタン方面の各駅停車は当駅の急行線を通り、HH系統が緩行線ホームを使ってコート・ストリート駅までシャトル運行を行っていた。
利用者が少なかったことから1946年にコート・ストリート駅は廃止され、シャトル運行も中止された。フルトン・ストリート線の列車は当駅の急行線を経由してジェイ・ストリート-ボロー・ホール駅まで運行されるようになった。これ以降、緩行線は営業運転で使われることはなくなり、外側の緩行線ホームも1959年にアケダクト競馬場への特別運賃列車の運行が始まるまで閉鎖されることになった。この特別運賃列車は42丁目-ポート・オーソリティ・バスターミナル駅の下層ホームからIND8番街線、INDフルトン・ストリート線、INDロッカウェイ線を経由してアケダクト競馬場駅へ向かうものであった。42丁目/ポート・オーソリティ・バスターミナル駅の下層ホームと同じように、当駅の外側ホームも特別運賃を支払って特別列車を利用する乗客を一般の利用客と区別するのに都合がよかったため、ホイト-スカーマーホーン・ストリーツ駅は42丁目-ポート・オーソリティ・バスターミナル駅とアケダクト競馬場駅までの間で唯一の停車駅として使われることになった。
1981年にアケダクト競馬場への特別運賃列車が廃止になると、外側ホームは営業運転で使われなくなった。ホームそのものは残っており、映画の銃撃戦シーンの撮影（例えば『ウォリアーズ』や『サブウェイ123 激突』など）や特別行事（2005年11月29日のR160B型電車の一般公開など）で使用されている。
2009年にマイケル・ジャクソンが亡くなると、ニューヨーク市議会議員レティシア・ジェームスは当駅で彼のヒット曲「バッド」のビデオクリップが撮影されたことを記念して駅の改名と彼を讃える顕彰額の設置を提案したが、メトロポリタン・トランスポーテーション・オーソリティ（MTA）は強く反対した。MTAのスポークスマン ケヴィン・オルティスは、MTAは駅への顕彰額の設置を禁じており、資金調達のための命名権取引についてはガイドラインを策定中であると説明したが、個人にちなんだ駅名は利用者の混乱を招くとする意見もあった。

## 駅構造
| G          | 地上階                                                       | 出入口 |
| M          | 改札階                                                       | 改札、駅員詰所、メトロカード自動券売機 |
| P ホーム階 | フルトン線 北行緩行線                                        | ← 定期列車なし （定期列車なし：ニューヨーク交通博物館内コート・ストリート駅） |
| P ホーム階 | 島式ホーム、不使用                                           | |
| P ホーム階 | フルトン線 北行急行線                                        | ← インウッド-207丁目駅行き（ジェイ・ストリート-メトロテック駅） ← 168丁目駅行き（ジェイ・ストリート-メトロテック駅） |
| P ホーム階 | 島式ホーム、フルトン線は左側、クロスタウン線は右側ドアが開く | |
| P ホーム階 | クロスタウン線 南行                                          | ← チャーチ・アベニュー駅行き（バーゲン・ストリート駅） |
| P ホーム階 | クロスタウン線 北行線                                        | → コート・スクエア駅行き（フルトン・ストリート駅）→ |
| P ホーム階 | 島式ホーム、クロスタウン線は右側、フルトン線は左側ドアが開く | |
| P ホーム階 | フルトン線 南行急行線                                        | → ファー・ロッカウェイ駅、オゾン・パーク駅、ロッカウェイ・パーク駅行き（深夜帯以外：ノストランド・アベニュー駅、深夜帯：ラファイエット・アベニュー駅）→ ユークリッド・アベニュー駅行き（ラファイエット・アベニュー駅）→ |
| P ホーム階 | 島式ホーム、不使用                                           | |
| P ホーム階 | フルトン線 南行緩行線                                        | → 定期列車なし （定期列車なし：ラファイエット・アベニュー駅） |

駅は島式ホーム4面6線の構造で、ニューヨーク市地下鉄で数少ない同一階層に6線がある駅である。中央の2線がINDクロスタウン線で、外側4線がINDフルトン・ストリート線だが、使用されているのは内側の2面4線のみで、ニューヨーク交通博物館に通じる外側の線路とホームは使用されない。
当駅にはニューヨーク市鉄道警察の詰所がある。

### 出入口
- 階段1本、ホイト・ストリートとスカーマーホーン・ストリートの交差点北東[4]
- 階段2本、ボンド・ストリートとスカーマーホーン・ストリートの交差点北西[4]

このほか、閉鎖された階段はリヴィングストン・ストリートに通じていた。

### 運行パターン
| バーゲン・ストリート駅 (INDカルバー線)     | ジェイ・ストリート-メトロテック駅                      | コート・ストリート駅 (INDフルトン・ストリート線)                     |
| ------------------------------------------ | ------------------------------------------------------ | -------------------------------------------------------------------- |
|                                            |                                                        |                                                                      |
| 駅西側                                     |                                                        |                                                                      |
| INDクロスタウン線 G (終日)                 | IND8番街線 A (終日) C (深夜帯以外)                     | INDフルトン・ストリート線 コート・ストリート駅への支線：定期運行なし |
|                                            |                                                        |                                                                      |
| 駅構内                                     |                                                        |                                                                      |
| 内側線 G (終日)                            | 中央線 A (終日) C (深夜帯以外)                         | 外側線 定期運行なし                                                  |
|                                            |                                                        |                                                                      |
| 駅東側                                     |                                                        |                                                                      |
| INDクロスタウン線 G (終日)                 | INDフルトン・ストリート線 急行 A (深夜帯以外)          | INDフルトン・ストリート線 各駅停車 A (深夜帯) C (深夜帯以外)         |
|                                            |                                                        |                                                                      |
| フルトン・ストリート駅 (INDクロスタウン線) | ノストランド・アベニュー駅 (INDフルトン・ストリート線) | ラファイエット・アベニュー駅 (INDフルトン・ストリート線)             |

## ポップカルチャーにて

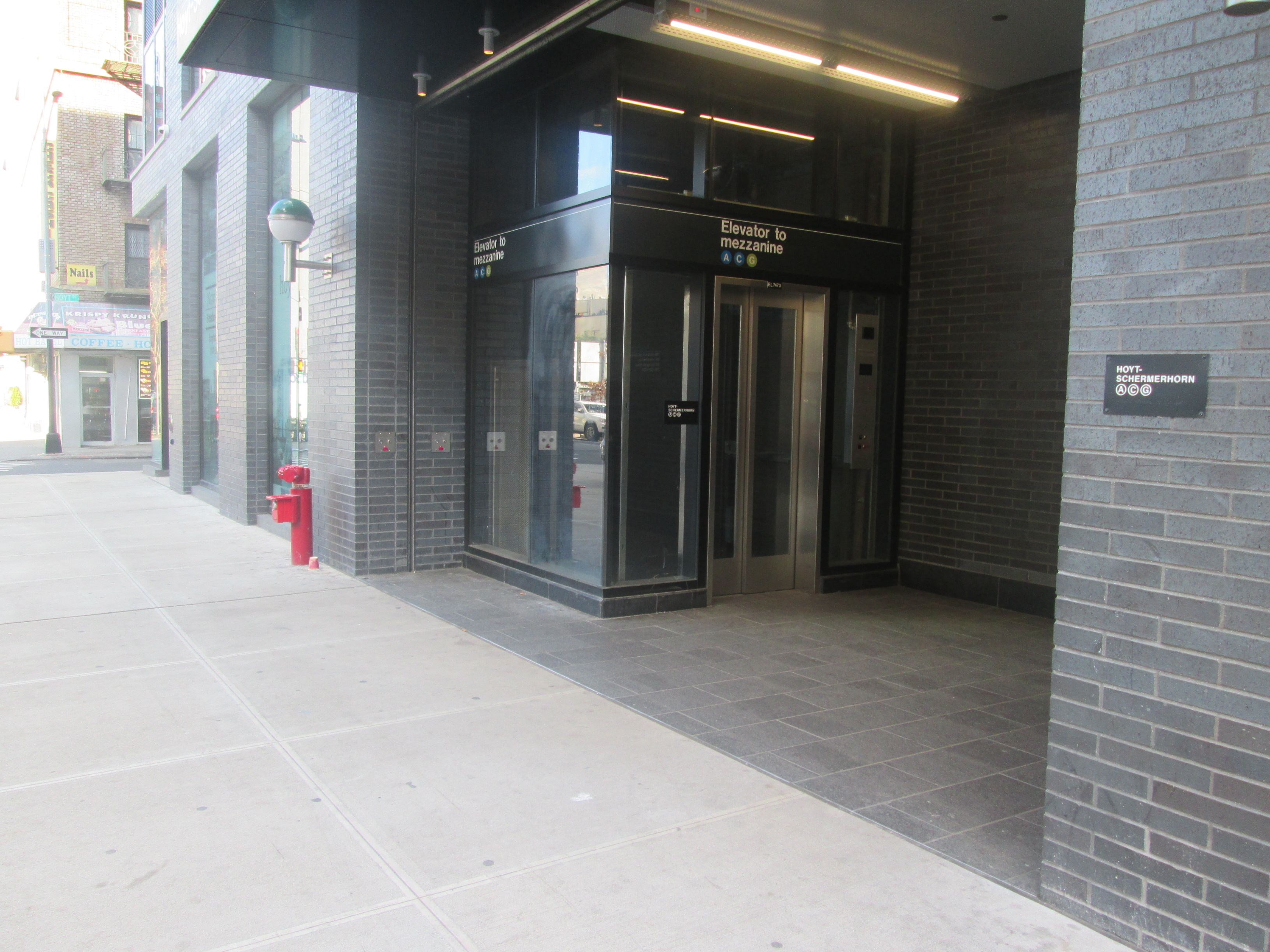
駅エントランス

- 1978年の映画『ウィズ』では奇妙な町エメラルド・シティの地下鉄駅として登場する。
- 駅のメザニンは1987年にヒットしたマイケル・ジャクソンのシングル『バッド』のミュージック・ビデオ/短編映画のメイン・セットになっている。
- 1988年のエディ・マーフィ主演のコメディ映画『星の王子 ニューヨークへ行く』ではメインキャラクターが当駅でR38電車のE系統に乗車する。
- 1988年のポール・ホーガン主演のアドベンチャー・コメディ映画『クロコダイル・ダンディー2』にも登場する。
- 『ミュータント・タートルズ』では市役所駅として当駅が使われている。
- 刑事・法廷ドラマシリーズ『ロー&オーダー』のエピソード "Subterranean Homeboy Blues"（1990年）のオープニングでシンシア・ニクソン演じるローラ・ディ・ビアッジが列車に乗るシーンは当駅で撮影された。
- 1991年にマイケル・J・フォックス / ジェームズ・ウッズ共演の刑事ものアクション・コメディ映画『ハード・ウェイ』の銃撃戦シーンで登場し、A系統の列車やノストランド・アベニュー駅も映る。
- 『ウォリアーズ』（1979年）や『サブウェイ123 激突』（2009年）も当駅で撮影された。